# Karl Gustaf Strandberg
Karl Gustaf Strandberg, född 11 augusti 1891 i Själevads församling, Västernorrlands län, död 1 februari 1981 i Örnsköldsviks församling, Örnsköldsvik, Västernorrlands län, var en svensk målare och tecknare.
Han var son till färgaren Karl August Strandberg och Augusta Grahm och från 1926 gift med Maja Nystedt. Strandberg arbetade ursprungligen som hantverksmålare och bedrev sitt konstnärskap på fritid. Han bestämde sig för att bli konstnär på heltid och studerade konst för Olle Hjortzberg och Alfred Bergström vid Kungliga Konsthögskolan i Stockholm 1919–1925 och vid avslutningen belönades han med den kungliga medaljen. Han bedrev självstudier under ett stort antal resor till bland annat i Frankrike, Italien, Spanien, Nordafrika, England, Norge och Kanarieöarna. Han ställde aldrig ut separat men han medverkade i samlingsutställningar arrangerade av Ångermanlands konstnärsförbund och Örnsköldsviks konstklubb. Bland hans offentliga arbeten märks en målning i Örnsköldsviks kyrkas begravningskapell och som medhjälpare till August Jansson utförde han och Gunnar Wiberg en tredelad altartavla till Örnsköldsviks kyrka. Hans konst består huvudsakligen av landskapsmålningar med motiv från Ångermanland, Frankrike, Lofoten och Sydeuropa. Strandberg är representerad vid Östersunds museum med en tavla som är deponerad från Nationalmuseum i Stockholm.